# Bogowie muszą być szaleni
Bogowie muszą być szaleni (ang. The Gods Must Be Crazy) – komedia przygodowa z 1980 roku osadzona w realiach Botswany i Południowej Afryki.
Ze względu na swoją popularność film doczekał się czterech następnych części, z których trzy ostatnie nakręcono w Hongkongu.

## Fabuła
Głównym wątkiem są przygody Xi, Buszmena z pustyni Kalahari, nieznającego wcześniej świata poza terenami, gdzie mieszka jego plemię (grany przez Nǃxau, rolnika z Namibii, posługującego się językiem buszmeńskim). Pewnego dnia na terenie plemienia pojawia się szklana butelka po coca-coli. Przedmiot wywołuje wiele kłótni, przez co Xi wyrusza do bogów, by oddać ich rzecz. Xi po drodze napotyka mikrobiologa oraz nauczycielkę, których uznaje za bogów. W trakcie przygody ma on także konfrontację z terrorystami.